# Breinigerberg
Breinigerberg, asentamiento de Renania del Norte-Westfalia (Alemania), situada en el Distrito de Aquisgrán, cerca de Aquisgrán. Se encuentra junto a las fronteras con Bélgica y los Países Bajos. Población: 971.